# Glenea sikkimensis
Glenea sikkimensis är en skalbaggsart som beskrevs av Stefan von Breuning 1982. Glenea sikkimensis ingår i släktet Glenea och familjen långhorningar. Inga underarter finns listade i Catalogue of Life.